# Juan de Brunswick-Luneburgo
Juan (en alemán: Johann I.) (c. 1242 - 13 de diciembre de 1277), fue un príncipe alemán de la casa de Welf, hijo del duque Otón I el Niño y de Matilde de Ascania. Desde 1252 fue, junto con su hermano mayor Alberto I el Alto, el segundo duque de Brunswick-Luneburgo  y luego, cuando dividieron de común acuerdo el ducado en 1269, el primer príncipe de Luneburgo hasta su muerte.

## Biografía
El padre de Juan, Otón el Niño, fue el primer duque de Brunswick-Luneburgo, habiendo recibido las posesiones alodiales de Welf en Sajonia de manos del emperador Federico II. Después de su muerte en 1252, Juan gobernó el ducado conjuntamente con su hermano mayor Alberto. Como los hermanos no podían ponerse de acuerdo sobre quién debía gobernar el ducado, en 1267 decidieron dividir su posesión. En 1269 Juan recibió el derecho a elegir su parte. Escogió los estados del norte de Luneburgo con la ciudad de Hannover, formando el Principado de Luneburgo. Alberto recibió las propiedades del sur de Brunswick-Wolfenbüttel con otras tierras alrededor de Calenberg y Gotinga.
Juan fundó así la Línea Vieja de Luneburgo y su hermano la Línea Vieja de Brunswick-Wolfenbüttel. Sin embargo, los dos principados continuaron formando el ducado de Brunswick-Luneburgo, que permaneció indiviso de acuerdo con la ley imperial y todos los príncipes de las diversas líneas de Welf llevaron el título de «duque de Brunswick-Luneburgo».
En una feroz disputa con el conde Gunzelin III de Schwerin, Juan pudo adquirir por tratado la plaza fuerte de Uelzen, a cuyos residentes otorgó privilegios de ciudad en 1270. Intentó en vano hacerse con el control de las salinas de Luneburgo y finalmente otorgó en 1273 a los ciudadanos de Luneburgo el monopolio para controlar el comercio de sal en su principado, principalmente a lo largo de la antigua ruta de la sal a Lübeck y el mar Báltico, lo que aseguró la prosperidad de esta ciudad hanseática.
Juan murió el 13 de diciembre de 1277 y fue enterrado en el claustro de la iglesia de San Miguel en su residencia de Luneburgo. Su hijo y heredero, Otón II el Estricto, aún era menor de edad a la muerte de su padre y permaneció bajo la tutela de sus tíos, el duque Alberto el Alto y el obispo Conrado de Verden hasta 1282.  

## Familia e hijos
En 1265, Juan se casó con Liutgard (fallecida después del 28 de febrero de 1289), una hija del conde  Gerhard I de Holstein-Itzehoe. El matrimonio tuvo cinco hijos:
1. Otón II el Estricto (1266-1330) casado en 1288 princesa Matilda (fall. 1319), hija de Luis II de Baviera,  duque de la casa de Wittelsbach;
2. Matilde (fall. después de 1308), casada en 1291 con  Enrique I, príncipe de Mecklenburg-Güstrow (fall. 1291);
3. Isabel (fall. 1294/1298), casada con Juan II, conde de Oldemburgo (fall. 1316);
4. Inés (fall. ca. 1314) casada hacia 1283 con el conde Werner I de Hadmersleben (fall. 1292);
5. Helena, casada en  1315 con el conde Conrado III de Wernigerode.

Su hijo ilegítimo, Enrique de Brunswick (fall. el 23 de agosto de 1324), fue canónigo en Walsrode.